# Palur (Mojolaban)
Palur is een bestuurslaag in het regentschap Sukoharjo van de provincie Midden-Java, Indonesië. Palur telt 14.212 inwoners (volkstelling 2010).